# Emmerich Joseph von Breidbach zu Bürresheim

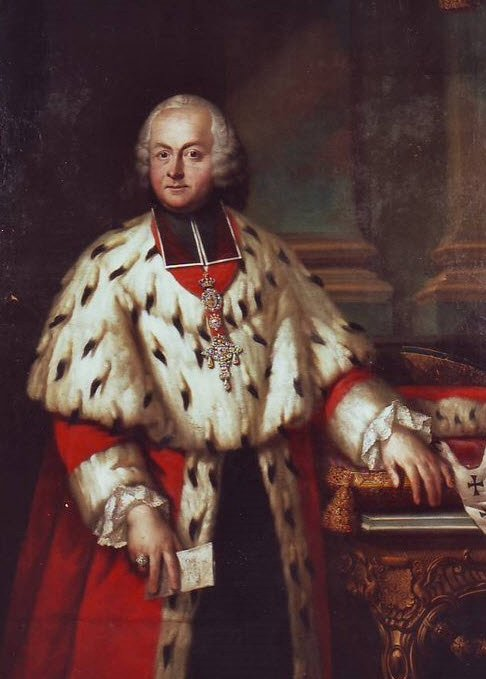
Emmerich Joseph von Breidbach zu Bürresheim

Wappen des Erzbischofs von Mainz und Fürstbischofs von Worms

Emmerich Joseph Freiherr von Breidbach zu Bürresheim (* 12. November 1707 in Koblenz; † 11. Juni 1774 in Mainz) war seit 1763 Kurfürst und Erzbischof von Mainz sowie Fürstbischof von Worms (seit 1768).

## Leben
Emmerich Joseph von Breidbach zu Bürresheim wurde im Dreikönigenhaus geboren und gehört zu den bedeutendsten Erzbischöfen von Mainz im 18. Jahrhundert. Vor seiner Wahl war er bereits Domdekan und seit 1752 außerdem als Regierungspräsident enger Mitarbeiter des Großhofmeisters Graf Anton Heinrich Friedrich von Stadion, der schon zur Zeit des Kurfürsten Johann Friedrich Karl von Ostein einer der wichtigsten Vertreter aufgeklärter Ideen am kurfürstlichen Hof zu Mainz gewesen war.
Nach dem Tode Johann Friedrich Karls am 4. Juni 1763 wurde Emmerich Joseph am 5. Juli 1763, nachdem er einen Gegenkandidaten auf seine Seite gezogen hatte, vom Mainzer Domkapitel zum neuen Erzbischof und Kurfürsten gewählt. Am 13. November desselben Jahres empfing er die Bischofsweihe.
Die Wahl Emmerich Josephs wurde von der Bürgerschaft begrüßt, da er wohl das war, was man einen leutseligen und aufgeschlossenen, kurzum populären Oberhirten nennt. Eines seiner größten Verdienste war der Import polnischen Getreides über den Seeweg, nachdem sich in der Hungerkrise 1771 der Brotpreis mehr als verdreifacht hatte. Weniger zufrieden war die apostolische Nuntiatur und der Kaiserhof in Wien, da Emmerich Joseph als zu Franzosen-freundlich galt.
Emmerich Josephs Tod am 11. Juni 1774 gab sowohl Anlass zu offiziellen Verlautbarungen über die Todesursache („Bauchwassersucht“) als auch zu Verdächtigungen hinsichtlich einer für möglich gehaltenen Vergiftung mittels einer Markklößchensuppe am Himmelfahrtstag (12. Mai 1774), was noch bis weit ins 19. Jahrhundert Anlass zu Kolportagen gab, so in dem Buch Die sieben letzten Kurfürsten zu Mainz. Charakteristische Gemäldegallerie von Ueberlieferungs- und Erinnerungsstücken von Nikolaus Müller (Mainz 1846) oder zu der „Historischen Skizze“ Am Kurfürstenhofe zu Mainz von Emilie Heinrichs im Unterhaltungs-Blatt der Neuesten Nachrichten (Nr. 95 vom 27. November 1873).

## Reichspolitik
Reichspolitisch hatte der neue Kurfürst kaum Spielraum. Spätestens seit dem Dreißigjährigen Krieg war das Heilige Römische Reich nicht mehr als ein loser Flickenteppich. Zu den wichtigsten reichspolitischen Aufgaben gehörte noch die Wahl und Krönung der deutschen Könige. Mit dem Kurfürstenkollegium wählte Emmerich Joseph am 7. Januar 1764 traditionsgemäß den Habsburger Joseph II. zum Römisch-Deutschen König und damit zum designierten Nachfolger des Kaisers Franz I. Stephan. Darüber hinaus waren dem Kurfürsten keine Einflüsse auf die kaum noch existente Reichspolitik vergönnt. Immerhin blieben Erzbistum und Kurstaat während seiner Ära von Kriegen verschont.

## Verhältnis zu Aufklärung: Emmerich Joseph als Reformer
Die Bedeutung Emmerich Josephs ist vor allem in der Durchsetzung eines aufgeklärten Reformprogramms zu sehen. Dies betraf zunächst einmal alle Bereiche der Verwaltung, der Wirtschaft, des Rechtswesens und der Finanzen. Auch die Fürsorge für Volk und Arme wurde deutlich ausgebaut, was die Bürgerschaft vor allem bei den immer wiederkehrenden Hungersnöten zu schätzen wusste.

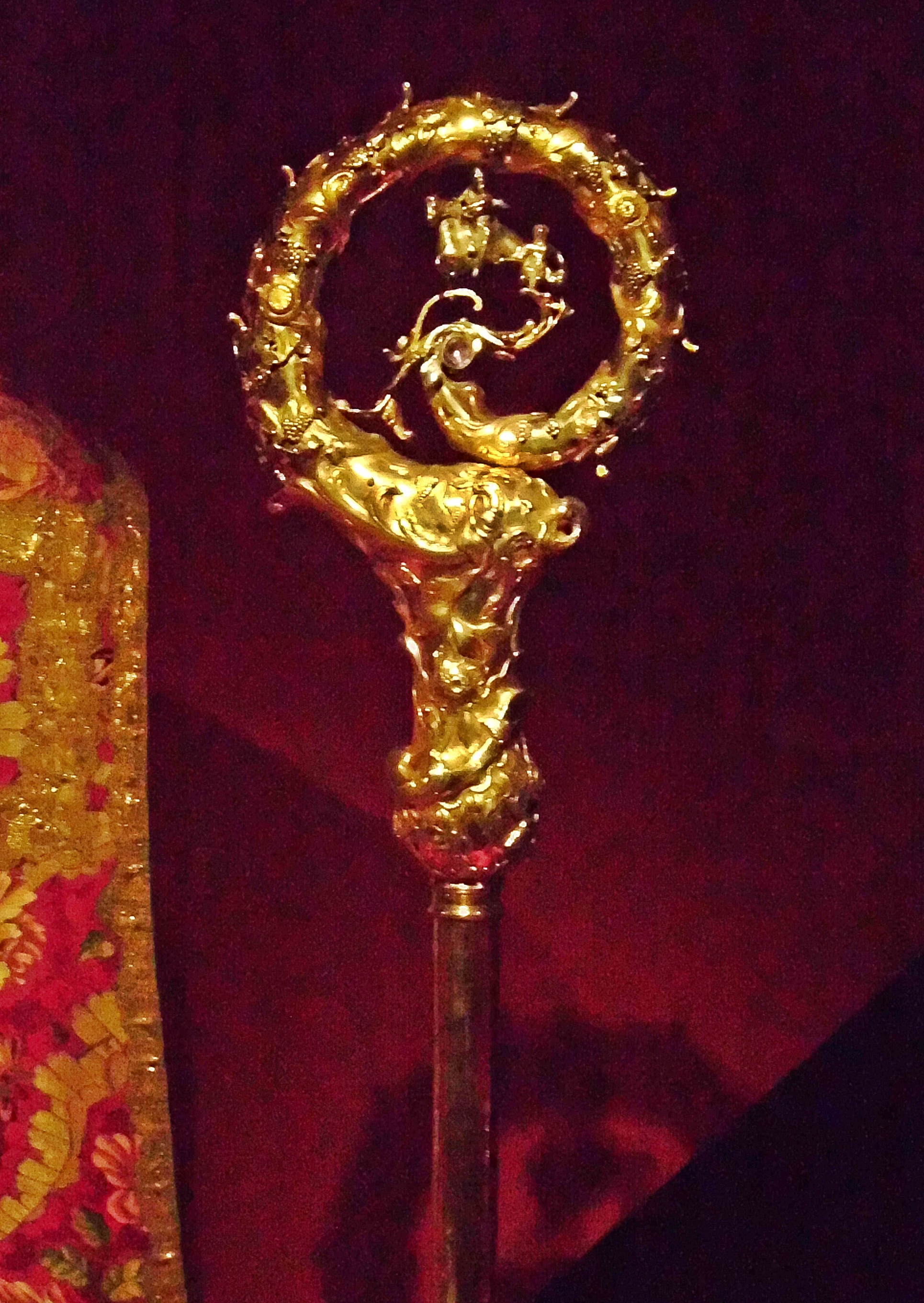
Persönlicher Bischofsstab (1763) mit dem Hl. Martin und Weinranken, heute im Speyerer Domschatz, Historisches Museum der Pfalz, Speyer

### Reformen in der Gesamtkirche und in der Gesellschaft
Wie bereits sein Vorgänger, Johann Friedrich Karl von Ostein, senkte Emmerich Joseph nochmals die Zahl der Feiertage, erhöhte damit die Arbeitstage und die Produktion, was zusammen mit anderen Reformen dem Staatshaushalt zugutekam. Die Gottesdienste wurden formell vereinfacht und das ausufernde Prozessionswesen eingeschränkt. Ab 1768 reformierte er auch die Schulen und Klöster, die damals das öffentliche Leben maßgeblich beeinflussten. Das Einbringen aufklärerischer Gedanken in diese Institutionen machte sie zu einer öffentlichen Angelegenheit.
Zentrale Punkte seiner Schulreform waren die Befreiung der Lehrer vom Kirchendienst, ihre feste Besoldung und die Gründung einer am 1. Mai 1771 eröffneten Lehrerakademie.

### Reform des Klosterwesens und Aufhebung des Jesuitenordens
Auch die Klöster bekamen den „neuen Wind“ bald zu spüren. Emmerich Joseph hatte schon direkt nach seiner Wahl die Immunität der einflussreichen Jesuiten aufgehoben und ihnen schrittweise Privilegien entzogen. Ab 1770 wurde das gesamte klösterliche Leben zunehmend reglementiert. Die Klöster wurden von den Aufklärern meist als überholte Einrichtungen angesehen, bei denen sich
große Reichtümer und zu viel Macht angesammelt hatte. Der neue Geist hielt Einzug in die Regierungen Europas und führte 1773 zur Aufhebung des Jesuitenordens durch Papst Clemens XIV. Damit minderte die katholische Kirche zugleich ihren Einfluss auf die Erziehung und Bildung künftiger Generationen. Die Jesuiten wurden in der Folge zumeist Kurmainzer Klöstern zugeteilt und unter Zwang aus ihren Kommunitäten dorthin verbracht; die Universität wurde von Emmerich Joseph neu organisiert.
Das unnachsichtige Vorgehen des sonst eher toleranten Erzbischofs gegen die Jesuiten erklärt sich mit dessen Bild von diesem Orden. Emmerich Joseph sah in den Jesuiten vor allem die Vertreter einer hierarchisch strukturierten, vom Papsttum gelenkten katholischen Kirche. Gegen den römischen Zentralismus gab es zur Zeit Emmerich Josephs Gegenströme, die die Rechte des Episkopats stärken wollten. Emmerich Joseph versuchte, den römischen Einfluss auf sein Erzbistum zurückzudrängen, was ihm aber wegen Uneinigkeiten zwischen den drei geistlichen Kurfürsten (Mainz, Köln, Trier) und des Desinteresses des Kaisers nicht gelang. Der Gedanke einer deutschen katholischen Nationalkirche nach protestantischem Vorbild sollte aber in Zukunft noch öfter zur Debatte stehen. Auch Emmerich Josephs Nachfolger Erzbischof Friedrich Karl Joseph von Erthal verfolgte solche Ideen. Schließlich gab die Aufhebung des Jesuitenordens Emmerich Joseph den Anlass, die Jesuitenkommunitäten in seinem Erzbistum aufzulösen.
Am 11. Juni 1774 starb der Erzbischof. Er wurde im Mainzer Dom begraben, dessen Westturm er nach einem Blitzschlag 1767 von Franz Ignaz Michael Neumann aus seinem Privatvermögen hatte erneuern lassen.

## Ehrungen
Nach ihm wurden die Emmerich-Josef-Straßen in Mainz und Frankfurt am Main benannt, sowie die Emrichruhstraße in Mainz-Mombach.
Nach Emmerich Joseph wurde das 1766 nördlich von Kahl am Main errichtete Schloss Emmerichshofen benannt.
Nach Emmerich Joseph wurde die ehemalige Glashütte Emmerichsthal und nach dieser ein zum Markt Obersinn gehörender Weiler im Landkreis Main-Spessart benannt.
Das heutige Mainzer Rabanus-Maurus-Gymnasium, das 1773/74 aus der Mainzer Jesuitenschule hervorgegangen war, hatte in der Folgezeit den Namen Kurfürstlich Mainzisches Emmerizianisches Gymnasium.

## Sonstiges
Sein Fürstbischofswappen ist in Sandstein über dem Westportal der katholische Pfarrkirche St. Petrus und Paulus in Großostheim angebracht, deren barocken Umbau und Aufstockung aller drei Kirchenschiffe der Fürstbischof als Bauherr um 1771 in Auftrag gegeben hatte.
Emmerich Joseph von Breidbach zu Bürresheim hatte den Spottnamen „Emmerich Joseph Breitfass von Schütt-es-ein“. Der damit angedeutete hohe Alkoholkonsum des Kurfürsten und einige seiner ihm nachgesagten Wesenszüge hat Friedrich Wilhelm Philipp Oertel unter dem Pseudonym W. O. von Horn in der Erzählung „Churfürst Emmerich Joseph von Mainz und die Bauernfrau aus Zahlbach“ in „Die Spinnstube: Ein Volksbuch für das Jahr 1865“ wiedergegeben.